# Trichonotulus dakarensis
Trichonotulus dakarensis är en skalbaggsart som beskrevs av Vladimir Balthasar 1960. Trichonotulus dakarensis ingår i släktet Trichonotulus och familjen Aphodiidae. Inga underarter finns listade i Catalogue of Life.